# Le vacanze di Bonifacio
Le vacanze di Bonifacio (in russo Каникулы Бонифация?, Kanikuly Bonifacija) è un film d'animazione sovietico del 1965 diretto da Fëdor Chitruk.